# Earle Raymond Hedrick
Earle Raymond Hedrick (* 27. September 1876 in Union City, Indiana; † 3. Februar 1943 in Providence, Rhode Island) war ein US-amerikanischer Mathematiker, der sich mit Analysis befasste und mit Angewandter Mathematik (Elektrotechnik, Wärmeleitung, Mechanik).

## Leben
Hedrick ging in Ann Arbor zur Schule und studierte ab 1892 an der University of Michigan mit dem Bachelor-Abschluss 1896, war kurz Mathematiklehrer und setzte sein Studium 1897 an der Harvard University bei Maxime Bôcher und William Fogg Osgood fort mit dem Master-Abschluss 1898. 1899 bis 1901 studierte er in Göttingen bei Felix Klein und David Hilbert, bei dem er 1901 promoviert wurde (Über den analytischen Charakter der Lösungen von Differentialgleichungen). Außerdem war er 1901 an der École normale supérieure in Paris und hörte Édouard Goursat (dessen Cours d´Analyse er später ins Englische übersetzte), Émile Picard, Jacques Hadamard, Paul Appell und Jules Tannery. Ab 1901 war er Instructor an der Yale University, 1903 Professor an der University of Missouri und 1920 Professor an der University of California, Los Angeles. Dort war er Leiter der Mathematik-Fakultät und 1937 bis 1942 Provost und Vizepräsident der University of California.
1913 bis 1915 war er Herausgeber des American Mathematical Monthly und 1921 bis 1937 des Bulletin of the American Mathematical Society. 1929 bis 1930 war er Präsident der American Mathematical Society. Er war 1916 erster Präsident der Mathematical Association of America und Vizepräsident der American Association for the Advancement of Science.

## Schriften
- mit Oliver Kellogg: Applications of the calculus to mechanics, Boston: Ginn, 1909
- mit  Walter Burton Ford, Charles Ammerman: Solid Geometry, New York: Macmillan, 1913
- mit Alexander Ziwet: Analytic geometry and principles of algebra, New York: Macmillan, 1913
- Constructive geometry; exercises in elementary geometric drawing, New York : Macmillan, 1916
- Logarithmic and trigonometric tables, New York : Macmillan, 1920